# 1831 dans le catholicisme
Chronologie du catholicisme
- 1827
- 1828
- 1829
- 1830
- 1831
- 1832
- 1833
- 1834
- 1835

Cet article présente les faits marquants de l'année 1831 dans le catholicisme.

## Évènements
- 2 février : Fin du conclave convoqué le 14 décembre 1830 à la suite du décès du pape Pie VIII par l'élection de Grégoire XVI.
- 6 février : Le pape nouvellement élu, Grégoire XVI, reçoit la consécration épiscopale[1].
- 5 avril : Encyclique Quel Dio de Grégoire XVI remerciant l'empereur d'Autriche François Ier pour sa défense des états pontificaux.
- 12 juillet : Encyclique Le armi valorose de Grégoire XVI, sur la paix à la suite de la défense des États pontificaux.
- 30 septembre : Création de 12 cardinaux par Grégoire XVI.

- Cette année voit la fin des travaux de reconstruction de la Basilique Saint-Paul-hors-les-Murs après l'incendie des 15 et 16 juillet 1823.

## Naissance
- 19 janvier : Joseph Marie Vilaseca i Aguilera, prêtre espagnol, fondateur des Missionnaires de saint Joseph et des Sœurs de saint Joseph de Mexico, serviteur de Dieu († 3 avril 1910)
- 21 mars : Joseph-Marie Le Mené, prêtre et historien français († 1923)
- 1er octobre : François Picard, prêtre assomptionniste français, supérieur général des Augustins de l'Assomption († 16 avril 1903)
- 11 octobre : Bienheureux Jean Népomucène Zegri y Moreno, prêtre espagnol, fondateur des Sœurs de la charité de Notre-Dame de la Merci († 17 mars 1905)
- 7 novembre : Mélanie Calvat, religieuse française, témoin de l'apparition mariale de La Salette († 15 décembre 1904)
- 23 décembre : Sainte Zélie Martin, mère de Sainte Thérèse de Lisieux († 28 août 1877)

## Décès
- 22 février : Pierre de La Mésangère, prêtre oratorien et écrivain français (° 23 juin 1761)
- 25 février : Belisario Cristaldi, cardinal italien de la Curie (° 11 juillet 1764)
- 11 avril : Joseph-Mathurin Musset, prêtre défroqué et homme politique français favorable à la Révolution (° 1er juillet 1749)
- 25 mars : Nicolas-Alexis Ondernard, prélat français, évêque de Namur (° 17 juillet 1756)
- 31 mars : Claude-Alexandre Ysabeau, prêtre défroqué, révolutionnaire et homme politique français (° 14 juillet 1754)
- 28 mai : Abbé Grégoire, prêtre, révolutionnaire et homme politique français, évêque constitutionnel du Loir-et-Cher (° 4 décembre 1750)
- 23 juillet : Rodolphe de Habsbourg-Lorraine, archiduc autrichien, cardinal, archevêque d'Olomouc (° 8 janvier 1788)
- 4 septembre : Joseph Mahé, prêtre réfractaire français, spécialiste de la musique bretonne (° 18 mars 1760)
- 13 septembre : Alexander Rudnay, cardinal hongrois, archevêque d'Esztergom (° 4 octobre 1760)
- 19 octobre : Claude Debertier, prêtre révolutionnaire français, évêque constitutionnel de l'Aveyron (° 22 mai 1750)
- 25 novembre : François-Henri de La Broüe de Vareilles, prélat réfractaire français, évêque de Gap (° 2 septembre 1734)
- 28 novembre : Gabriel Lasmartres, prêtre réfractaire français, député du clergé aux États généraux (° 14 novembre 1745)
- 2 décembre : Ignazio Nasalli, cardinal italien, diplomate du Saint-Siège (° 7 octobre 1750)
- 30 décembre : Teresio Maria Carlo Vittorio Ferrero della Marmora, cardinal italien, évêque de Saluces (° 15 octobre 1757)